# Humania
Humania fue el proyecto musical que formó Billy Currie (teclados, violín, coro), al separarse Ultravox. Currie reunió a su antiguo colega de esta última banda Robin Simon (guitarra), quien había participado en el álbum de Ultravox Systems of Romance, Marcus O'Higgins (voz), Ray Weston (batería) y Sue Rachel (coro). Su duración fue muy corta.
A pesar de que en su tiempo se hicieron conocidos por hacer giras, la banda había grabado material que fue sacado en 2006 en un álbum llamado Sinews Of The Soul.

## Sinews Of The Soul
- 1. Undertow
- 2. This Day Forever
- 3. Suffering Cease
- 4. Key, The
- 5. To Love Again
- 6. Can't Stay Long
- 7. There Is No They
- 8. Perfect World
- 9. Lament
- 10. This Could Be Heaven